# Chlorophytum applanatum
Chlorophytum applanatum är en sparrisväxtart som beskrevs av Inger Nordal och Mats Thulin. Chlorophytum applanatum ingår i släktet ampelliljor, och familjen sparrisväxter. Inga underarter finns listade i Catalogue of Life.